# ピエール2世・ド・リュクサンブール (サン＝ポル伯)
ピエール2世・ド・リュクサンブール（Pierre II de Luxembourg, 1440年頃 - 1482年10月25日）は、フランスの貴族、軍人。サン＝ポル伯、ブリエンヌ伯、マルル伯、ソワソン伯およびアンギャンの領主。

## 生涯
サン＝ポル伯ルイとその最初の妻のマルル女伯・ソワソン女伯ジャンヌの間の次男として生まれた。一族はブルゴーニュ公爵家と密接な関係にあり、父は1475年、シャルル突進公と組んでフランス王ルイ11世に対する陰謀を企てたため、反逆罪で処刑された。このためピエールは父の所領の大部分を没収され、アンギャンの所領のみを相続した。
翌1476年に兄ジャンがムルテンの戦いで戦死すると、マルル伯領およびソワソン伯領を受け継ぎ、死んだ兄に代わってブルゴーニュ公爵家と関わりを持つようになった。1477年に突進公の後継者マリー・ド・ブルゴーニュの宮廷に出仕し、1478年に金羊毛騎士団の騎士に列せられた。マリー・ド・ブルゴーニュのフランス王室に対する執り成しのおかげで、ピエールは父の処刑後に没収されたサン＝ポルとブリエンヌの2つの伯爵領を取り戻すことが出来た。

## 子女
1454年、サヴォイア公ルドヴィーコの娘マルゲリータ（1439年 - 1483年）と結婚し、間に5人の子女をもうけたが、成育したのは娘2人だけだった。
- マリー（? - 1547年） - サン＝ポル女伯、マルル女伯、ソワソン女伯。1484年にローモン伯ジャックと結婚、1487年にヴァンドーム伯フランソワと再婚。
- フランソワーズ（? - 1523年） - 1485年、ラーフェンシュタイン領主フィリップ（英語版）と結婚